# Johann Anton III. von Zehmen

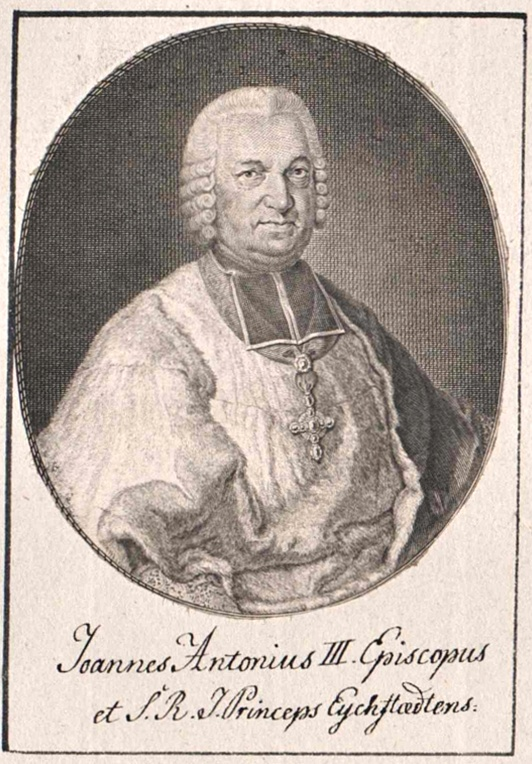
Johann Anton III. von Zehmen

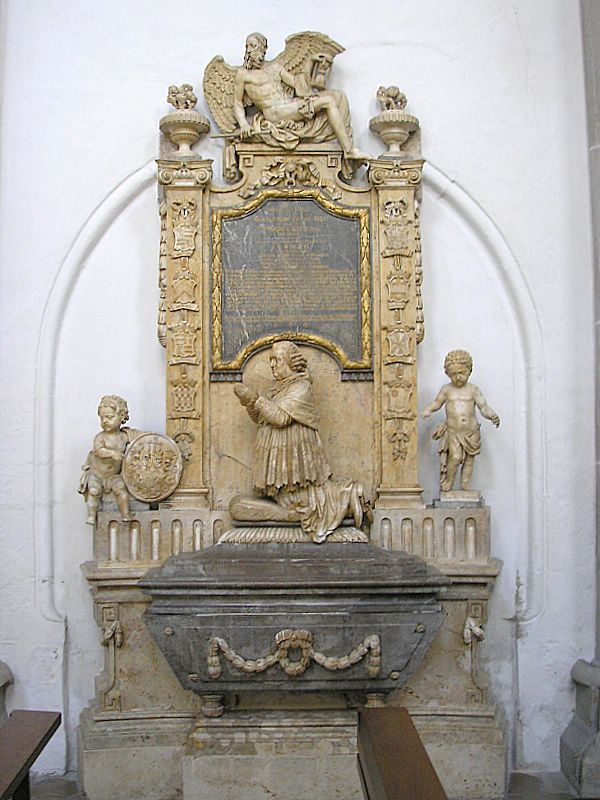
Epitaphaltar von Johann Anton III. im Dom zu Eichstätt

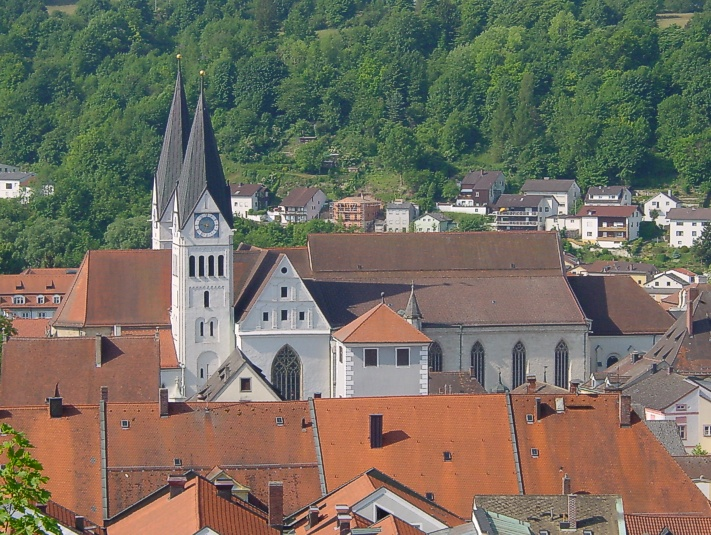
Der Eichstätter Dom

Johann Anton III. Freiherr von Zehmen (* 1715; † 23. Juni 1790) war Bischof des Bistums Eichstätt und zugleich Fürstbischof des Hochstifts Eichstätt von 1781 bis 1790.

## Wirken
Er führte eine aufgeklärte Reform im Fürstentum Eichstätt durch die den Abbau der Staatsschulden umfasste, die Verbesserung der Verwaltung zum Ziel hatte, Industrie und Landwirtschaft effektiver gestaltete, reformierte die Armenfürsorge und das Schulwesen, führte eine Brandschutzversicherung ein. Johann Anton III. von Zehmen galt wegen seines hohen Alters und Gebrechlichkeit nach erfolgter Wahl als Kompromiss- bzw. Übergangskandidat. An den Skeptikern habe sich Zehmen dadurch „gerächt“, – so drückte es Franz Xaver Heinrichmayer, einer seiner Biographen, aus – dass er „seine Regierungsjahre nur mit guten Thaten und mit so vielen herrlichen Einrichtungen auszeichnete“. In seiner Regierungszeit gab es zwei große Herausforderungen: das Zehmsche Reformprogramm und die Illuminaten in Eichstätt.
Johann Anton III. stammte aus dem meißnisch-sächsischen Geschlecht der von Zehmen mit dem gleichnamigen Stammhaus Zehmen bei Zwenkau, nördlich von Böhlen in Sachsen.
Als Fürstbischof verfügte Johann Anton III. über ein persönliches gemehrtes Wappen. Es nimmt das Familienwappen und das Wappen des Bistums auf. Das Bistum wird mit einem Krummstab symbolisiert. Das Familienwappen zeigt auf einem von Schwarz und Silber geschachten Schild zwei blaue Balken. Auf dem Helm mit umwundenen blau-silbernen Wulst, fünf Straußenfedern b-s-b-s-b. Die Decken sind Blau und Silber.

## Epitaph
Im Dom zu Eichstätt findet sich bis heute sein Epitaphaltar im Willibaldschor. Neben weiteren Allianzwappen ist das fürstbischöfliche Wappen als Familienwappen mit aufgepflanztem Wappen des Bistums als Herzschild dargestellt.

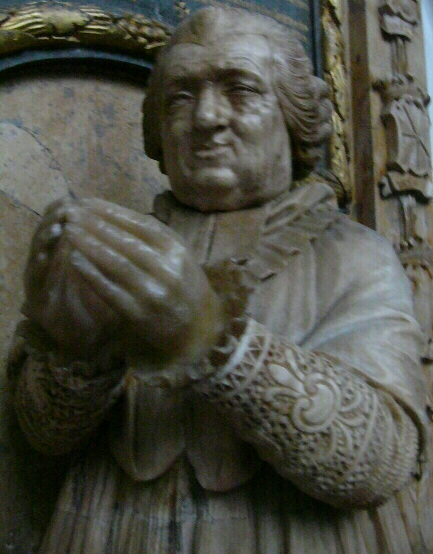
Darstellung des Bischofs, Ausschnitt aus dem Epitaph
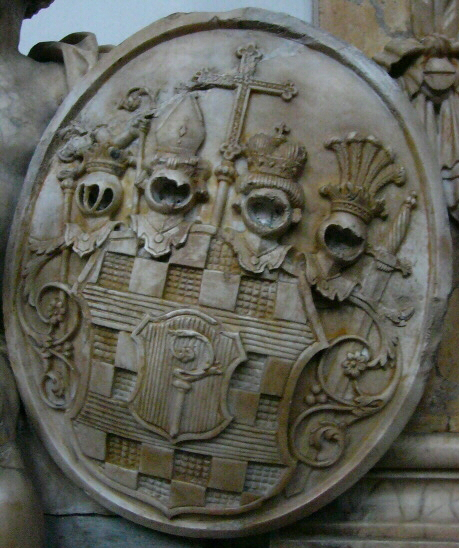
Wappen, Darstellung mit Herzschild
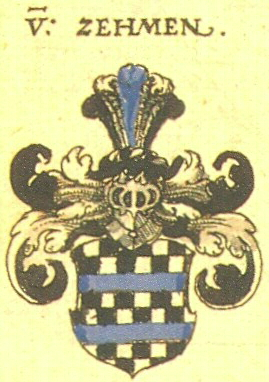
Tingierung nach Siebmachers Wappenbuch

## Literatur

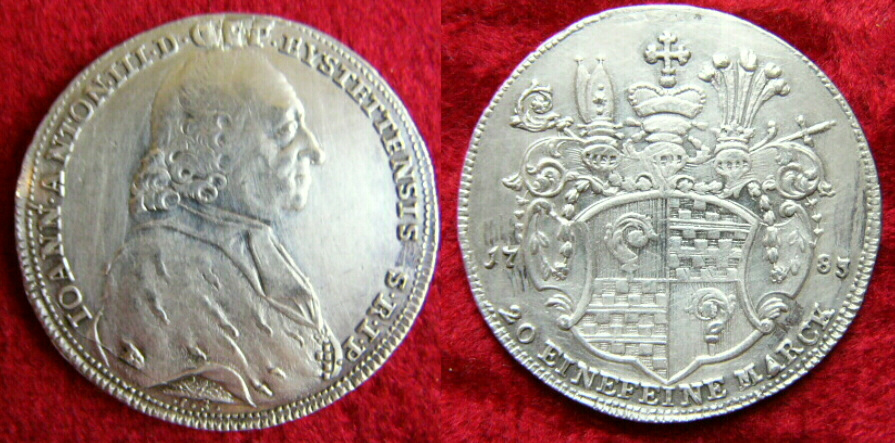
Porträt und Wappen des Fürstbischofs auf einem halben Silbertaler von 1785